# Symmachia basilissa
Espèce
Symmachia basilissa est un insecte lépidoptère appartenant à la famille  des Riodinidae et au genre Symmachia.

## Taxonomie
Symmachia basilissa a été décrit par  en 1868 sous le nom de Mesene basilissa.
Synonyme : Phaenochitonia basilissa ; Stichel 1911.

### Sous-espèces
- Symmachia basilissa basilissa
- Symmachia basilissa paracatuensis Callaghan, 2001[1].
- Symmachia basilissa brevignoni,2007[2]

## Description
Symmachia basilissa est un papillon aux ailes antérieures à apex anguleux, de couleur rouge largement bordé de noir. Les ailes antérieures sont largement bordées de noir sur le bord costal et le bord externe, les ailes postérieures uniquement sur le bord externe.Symmachia basilissa basilissa présente une limite linéaire entre le rouge et le noir alors que Symmachia basilissa paracatuensis présente une limite formée de taches noires confluentes.
Le revers est identique.

## Écologie et distribution
Symmachia basilissa est présent en deux isolats au Brésil et en Guyane,.

### Protection
Pas de statut de protection particulier.